# Big Bird (satelliet)
Big Bird is de populaire benaming van de spionagesatelliet KH-9 Hexagon, die door de Verenigde Staten tijdens de Koude Oorlog tussen 1971 en 1986 werd ingezet.

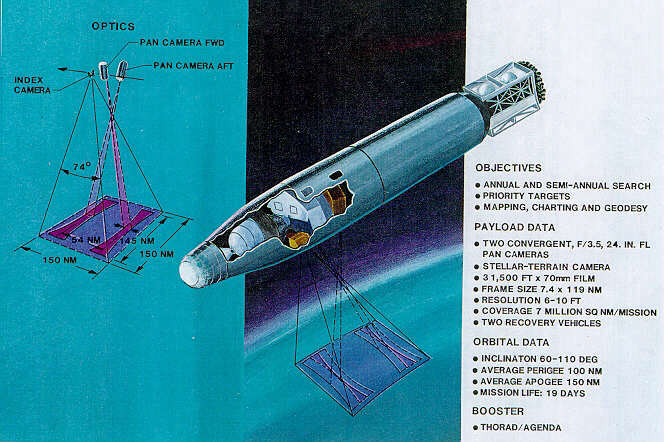
CORONA-satelliet. De voorloper van Big Bird.

## Geschiedenis

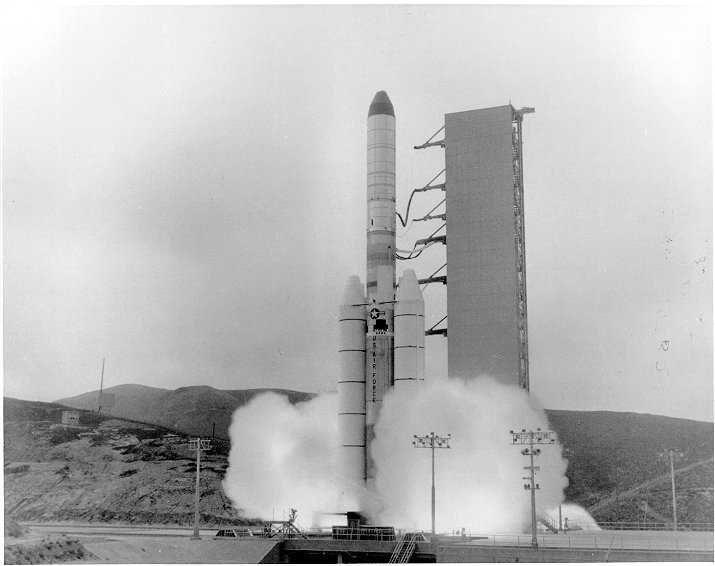
Titan 3D-raket

Op 15 juni 1971 werd de eerste Big Bird gelanceerd vanaf Vandenberg Air Force Base in Californië (240 km ten noordwesten van Los Angeles) met een Titan IIID-draagraket. Alleen de laatste drie Big Birds werden met een Titan 34D gelanceerd. Gemiddeld waren er twee lanceringen per jaar. Op een lage hoogte van 140 tot 320 kilometer was deze satelliet in staat om in het infrarood en daglicht foto's te maken van de Sovjet-Unie met een resolutie van vermoedelijk 50 tot 60 cm. De satelliet had vier eenheden die konden worden afgeworpen om volle filmcassettes terug naar de aarde te brengen. Deze werden boven Amerikaans grondgebied afgeworpen, waar ze in de lucht werden opgevangen door Hercules-vliegtuigen. In de satelliet waren twee camera's van de KH-9-serie gemonteerd, waardoor het mogelijk was om bijzondere details op het aardoppervlak waar te nemen.
Er werden eenentwintig van deze satellieten gelanceerd, waarvan twintig lanceringen succesvol waren. Bij één lancering explodeerde de Titan-draagraket, waardoor de Big Bird-satelliet verloren ging. Alle brokstukken van die satelliet – die door de explosie over een groot gebied waren verspreid – werden bij elkaar geveegd, in vaten gestopt en vervolgens begraven op Area 51 in de Nevadawoestijn. Area 51 – jarenlang gehuld in een waas van geheimzinnigheid – is een streng beveiligde militaire basis die niet toegankelijk is voor het publiek.

## Lanceergeschiedenis
- KH-9 1 Hexagon 1: 15 juni 1971
- KH-9 2 Hexagon 2: 20 januari 1972
- KH-9 3 Hexagon 3: 7 juli 1972
- KH-9 4 Hexagon 4: 10 oktober 1972
- KH-9 5 Hexagon 5: 9 maart 1973
- KH-9 6 Hexagon 6: 13 juli 1973
- KH-9 7 Hexagon 7: 10 november 1973
- KH-9 8 Hexagon 8: 10 april 1974
- KH-9 9 Hexagon 9: 29 oktober 1974
- KH-9 10 Hexagon 10: 8 juni 1975
- KH-9 11 Hexagon 11: 4 december 1975
- KH-9 12 Hexagon 12: 17 augustus 1976
- KH-9 13 Hexagon 13: 27 juni 1977
- KH-9 14 Hexagon 14: 16 maart 1978
- KH-9 15 Hexagon 15: 16 maart 1979
- KH-9 16 Hexagon 16: 18 juni 1980
- KH-9 17 Hexagon 17: 11 mei 1982
- KH-9 18 Hexagon 18: 20 juni 1983
- KH-9 19 Hexagon 19: 25 juni 1984
- KH-9 20 Hexagon 20: 18 april 1986

## Telescopen
In de Big Bird was een aantal telescopen ondergebracht om in daglicht en infrarood bepaalde objecten in de Sovjet-Unie te fotograferen. Getuigen hebben verklaard dat de Big Bird in staat was voorwerpen van 20 centimeter diameter te fotograferen. Met deze gegevens (hoogte satelliet en scheidend vermogen van 20 centimeter) zijn de optische gegevens van de spionagesatelliet enigszins te reconstrueren.
De fotocassettes werden via een parachute afgeworpen en gezonden naar het Foto Interpretatie Centrum, Gebouw nummer 10. Dit gebouw was zo geheim dat het officieel niet bestond. In dit centrum werden de foto's van de Big Bird geanalyseerd en geïnterpreteerd.
Voor het aansturen van de Big Bird moet de United States Air Force en later de National Reconnaissance Office (NRO) verantwoordelijk zijn geweest. Ook deze laatste organisatie bestond officieel niet, maar het bestaan ervan werd in september 1992 openbaar gemaakt. Het NRO was de organisatie die bepaalde Amerikaanse spionagesatellieten mocht aansturen.

## NIMA en NGA
De National Imagery Mapping Agency (NIMA) was verantwoordelijk voor het in kaart brengen van de foto's. Deze kaarten zijn van groot militair belang. Operatie Desert Storm zou niet mogelijk zijn geweest als er geen goede militaire kaarten van Irak aanwezig waren geweest. De NIMA heeft een rol gespeeld bij de Hexagon-satellieten en de geproduceerde foto's, zodat deze in kaart konden worden gebracht. De NIMA bestaat niet meer en heet tegenwoordig officieel de National Geospatial-Intelligence Agency (NGA). Vandaag de dag worden alle kaarten voor de Amerikaanse marine gedigitaliseerd en op cd-rom opgeslagen. Deze kaarten zijn op een computerscherm eenvoudig uit te lezen.